# Класичні китайські сади Сучжоу
31°19′36″ пн. ш. 120°37′32″ сх. д. / 31.32667° пн. ш. 120.62556° сх. д.
Класичні китайські сади Сучжоу (苏州园林) — низка садів, розташованих в околицях китайського міста Сучжоу, провінція Цзянсу.

## Опис
Сучжоу в провінції Цзянсу на сході Китаю є відомим історичним і культурним містом. З давніх часів місто Сучжоу відомий своїми чудовими гірськими і водними пейзажами, а також витонченими класичним садами. У народі кажуть, що «сади Цзяннань найкращі в Піднебесній, а сади Сучжоу найкращі в Цзяннань» (Цзянань — територія на південь від річки Янцзи).
У парках Сучжоу використано своєрідне садово-паркове мистецтво. Архітектурні споруди органічно вписуються в природу. Природна краса поєднується з унікальної художньої естетикою, що дозволяє людям, не виїжджаючи з міста, побачити природну красу. Крім того, сади Сучжоу володіють глибокою культурною складовою. Мистецтво саду-парку, особливість архітектури і сліди бундзінгі в парках Сучжоу відображають квінтесенцію і зміст традиційної культури Китаю.
Згідно з історичними записами в місті Сучжоу налічується близько 200 маленьких і великих садів. Серед них, Кам'яна альтанка «Цанлан», Левова гущавина «Шіцзилінь», садок «Чжочжен» (Сад чиновника, який віддалився від справ) і садок «Лю» (Сад, що залишає у себе) представляють художні стилі династій Сун, Юань, Мін і Цін. Усі вони називаються «чотирма відомими садами» в місті Сучжоу. А сад «Ванші» теж є знаменитим.
Кам'яна альтанка «Цанлан» розташована на півдні міста Сучжоу. Вона вважається найстаровинішим садово-парковим комплексом. Її будівництво розпочалося у 1041 році в період правління імператора Жень-цзуна з династії Північна Сун. В епоху Південної Сун вона була резиденцією відомого генерала Хань Шічжун. Садово-паркове мистецтва альтанки «Цанлан» унікальне, ініціатором зведення якої був поет Су Шуньцінь. Увесь сад оточено ставком з чистою зеленою водою. Головний краєвид парку — скелі, напрямки — пагорб, на якому розміщується кам'яна альтанка «Цанлан». У підніжжя пагорба вирите водоймище, між водою і горою звивистий прохід. На південний схід від штучної гори — зала «Міндао» є головною архітектурною спорудою саду. Крім цього, в саду також є 500 храмів мудреця, оглядових веж, смарагдових галерей, альтанок для вшанування і павільйонів над стелами, які контрастують між собою.
Левова гущавина «Шіцзилінь» розташована на північному сході Сучжоу. Її будівництво почалося на у 1342 році, за правління імператора Чжічжен з династії Юань. Оскільки в саду величезна кількість кам'яних піків, за формою своєї схожих на левів, остільки сад було названо «Левиної гущавинами (або ж хащами)». Сад має довгасту квадратну форму, загальна площа — 15 му. Озеро зі штучними кам'яними горами в саду видається особливо красивим. Архітектурні споруди по порядку розкидані садом, але мають свій смак. Головними будівлями є зала «Яньюй», башта «Цзяньшань», альтанка «Фейпу», зала «Веньмей». Чітко простежується головна ідея «Шіцзилінь». Сад багатий красивими видами і має особливий стиль. У саду будь-які рослини мають свою чарівність.
Сад «Лю» розташований за межами західних воріт міста Сужчоу. Його будівництво розпочалося в епоху династії Мін. У часи династії Цін сад називався «Замерзлою віллою» або «Лююань», після перейменували в «Сад, щозалишає у себе». Він займає площу в 50 му. Центральна частина саду відома своїми гірськими та водними пейзажами і є найціннішим. Монастир «Ханьбі», башта «Мінсе», залв «Юаньци», альтанка «Чуши», будинок «Цінфен» входять до складу основних архітектурних споруд. Сад «Лю» лідирує за кількістю споруд. Його витончена маніпуляція в конструкції-просторі повною мірою відображає високу майстерність і неперевершену мудрість у проектуванні стародавніх китайських садів і парків. Разом з садом Чжаньюань послужив прообразова саду Іцзяннань в Пекіні
Сад «Чжочжен» розташований в межах воріт Лоумень у Сучжоу. Він вважається найбільшим і представницьким парком в місті. Сад було споруджено під час правління імператора Чженде з династії Мін. Натепер сад зберіг вигляд кінця періоду династії Цін, площа комплексу становить 62 му. У центрі композиції саду «Чжожен» — вода, площа ставка займає приблизно 1/5 від загальної площі саду. Численні павільйони, альтанки і високі вежі височать поряд з водоймою. Зали «Юаньсяо», «Лютін», альтанки «Сюесян юньвей», «Дася», павільйони «18 дурманів», «36 мандаринок» входять до складу головних архітектурних споруд. Структура будов саду «Чжочжен» по порядку неуважна. Садові характерний майстерний художній задум, стиль свіжої, витонченою природи.
Сад «Ванші» розташовано на південному сході міста Сужчоу. Він був побудований в період Південна Сун, в той час називався «Юйін». Під час правління імператора Цяньлуна сад було реконструйовано і перейменовано у «Ванші». Площа саду — півгектара, це найменший сад у Сучжоу. Головними архітектурними спорудами є будиночки «Цунг», «Каньсун духу», палацової весни, зала «Чжоуіньшуй». Усі вежі, зали, палаци і будиночки в саду були звернені до води. Різні будови майстерно виконані, компактно розташовані, відповідають один одному. Вони відображають класичний стиль епохи Мін.